# Alicina
A alicina é um princípio activo presente no alho e é responsável pelos seus benefícios medicinais. Produz também seu forte aroma (o odor aliáceo). Diversos estudos em animais, publicados entre 1995 e 2005, indicam que a alicina pode reduzir a aterosclerose e o depósito de gordura, normalizar o equlíbrio da lipoproteína e diminuir a pressão sanguínea.
Também pode apresentar função anti-trombótica, possuindo atividade anti-inflamatória e, até certo ponto, antioxidante.